# Хезі Лесклі
 Єхезкель Хезі Лесклі (івр. יחזקאל (חזי) לֶסְקְלִי, нар. 28 липня 1952, Реховот, Ізраїль — 26 травня 1994) — ізраїльський поет, художник і хореограф.
Лесклі був одним із перших ізраїльтян, які ідентифікували себе як геї, та брав активну участь у багатьох ЛГБТ-організаціях. Основними темами поезії Лесклі були гомосексуальне життя та танці.
Лесклі помер внаслідок ускладнень, пов'язаних зі СНІДом у Гіватаїмі 26 травня 1994 року у віці 41 року. Його поховали на кладовищі Кір'ят-Шауль.